# Guillermo Corominas
Guillermo José Corominas Lauga (Quillota, Chile, 6 de mayo de 1985) es un exfutbolista chileno.

## Biografía
Inició su carrera de las inferiores de Universidad Católica, donde compartió categoría con su amigo Francisco Silva.
Posteriormente estuvo a prueba en los clubes italianos Messina y Perugia hasta llegar a las juveniles de Colo-Colo y Universidad de Chile. También registra pasos por las fuerzas básicas de los clubes mexicanos San Luis Potosí y Atlante.
En 2004 recaló en San Luis de Quillota, convirtiéndose en figura y goleador del equipo durante tres temporadas. 
El 14 de septiembre de 2009 sufrió un accidente de tránsito que lo dejó tetrapléjico.

## Clubes
| Club             | País  | Año       |
| ---------------- | ----- | --------- |
| San Luis         | Chile | 2004-2006 |
| Santiago Morning | Chile | 2007      |
| Magallanes       | Chile | 2008-2009 |

## Palmarés

### Distinciones individuales
| Distinción                      | Año  |
| ------------------------------- | ---- |
| Ciudadano destacado de Quillota | 2020 |